# Stade Sidi Youssef Ben Ali
Stade Sidi Youssef Ben Ali – wielofunkcyjny stadion w Marrakeszu, w Maroku. Jego pojemność wynosi 5000 widzów. Swoje spotkania na obiekcie rozgrywa drużyna Olympique Marrakesz. W 2005 roku stadion gościł 4. Mistrzostwa Świata Juniorów Młodszych w Lekkoatletyce.